# SSAB
SSAB Swedish Steel AB (en sueco: SSAB Svenskt Stål AB; en español: SSAB Acero Sueco), o simplemente SSAB es una compañía sueca, formada en 1978 y especializada en procesar materia prima para la producción de acero. Su mayor accionista es Industrivärden.

## Operaciones en Suecia
La sede de la empresa está localizada en el centro de Estocolmo. La producción está localizada en Luleå, Borlänge, Oxelösund y Finspång. SSAB Suecia produce 3,9 millones de toneladas de acero.

## Operaciones en Norteamérica
IPSCO Inc. empezó como Prairie Pipe Manufacturing Co., Ltd. en Regina, Saskatchewan (Canadá) en 1956, cambiando su nombre a Interprovincial Steel and Pipe Corporation, Ltd. en 1960 y a IPSCO, Inc. en 1984.
Hasta el 2000, IPSCO había empleado pequeñas acerías para producir laminados de acero durante 40 años. Después, en 2001, la compañía inauguró oficialmente su fábrica en Axis (Alabama, en el área metropolitana de Mobile), con una capacidad de 1.250.000 toneladas. La inversión de $425 millones en el tren de laminado, se cree que es uno de los mayores del mundo, utiliza chatarra de acero para la producción de laminados. En Montpelier (Iowa) existía una instalación similar que empezó sus operaciones en 1997, para servir a la costa del Golfo de México. El 21 de octubre de 2008, SSAB anunció una inversión de $460 millones para ampliar la fundición de Axis hasta el año 2011. La planta ya tenía 400 empleados y 350 contratistas.
En mayo de 2007, se anunció un acuerdo para adquirir IPSCO por $7.700 millones. En es momento, la producción anual de IPSCO era de 4,3 millones de toneladas, con cuatro acerías y once plantas de fabricación de tuberías. El 17 de julio de 2008, SSAB anunció la consecución del acuerdo. John Tulloch sucedió al jubilarse a David Sutherland como presidente de IPSCO y fue nombrado vicepresidente ejecutivo de SSAB.
El 17 de marzo de 2008, Evraz Group SA anunció que compraría los negocios de tuberías y planchas de SSAB en Canadá y la unidad de negocio de acero para tuberías de la americana IPSCO por $4.300 millones después de que subieran los precios del acero y cayera el dólar. Evraz también planeaba vender algunos activos en EE. UU. por $1.700 millones a OAO TMK. IPSCO tenía 4300 empleados, con el 70 por cien de sus operaciones en los EE. UU. y el 30 por cien en Canadá.
Después de la venta, SSAB cambió el nombre de sus operaciones en Norteamérica a SSAB North American Division (NAD); la sede se encuentra en Lisle (Illinois). En esta división se incluían las operaciones de acero en Mobile y Montpelier, y las líneas de corte en St. Paul (Minnesota); Houston (Texas); y Toronto, Ontario, Canadá.  David Britten sucedió a Tulloch como presidente. Paul Wilson, con 36 años de experiencia en la industria, diez de ellos en SSAB incluyendo la gestión de la acería de Mobile, fue nombrado vicepresidente a cargo de las operaciones americanas de la empresa.

## Marcas
Las principales marcas y productos de SSAB incluyen:
- Hardox
- Strenx
- Docol
- GreenCoat
- Toolox
- Armox
- SSAB Boron
- SSAB Domex
- SSAB Form
- SSAB Laser
- SSAB Weathering
- SSAB Multisteel
- Hardox In My Body
- My Inner Strenx
- Hardox Wearparts